# Hsu Yu-Gu
Hsu Yu-Gu es una deportista taiwanesa que compitió en judo. Ganó una medalla de bronce en el Campeonato Asiático de Judo de 1991, en la categoría de –72 kg.

## Palmarés internacional
| Representando a China Taipéi |               |                   |           |
| Campeonato Asiático          |               |                   |           |
| Año                          | Lugar         | Medalla           | Categoría |
| 1991                         | Osaka (Japón) | Medalla de bronce | –72 kg    |